# Vallesa de la Guareña
Pour les articles homonymes, voir Guareña (homonymie).
Vallesa de la Guareña est une municipalité espagnole de la communauté autonome de Castille-et-León et de la province de Zamora. En 2021, elle compte 78 habitants.